# 伊塔塔河

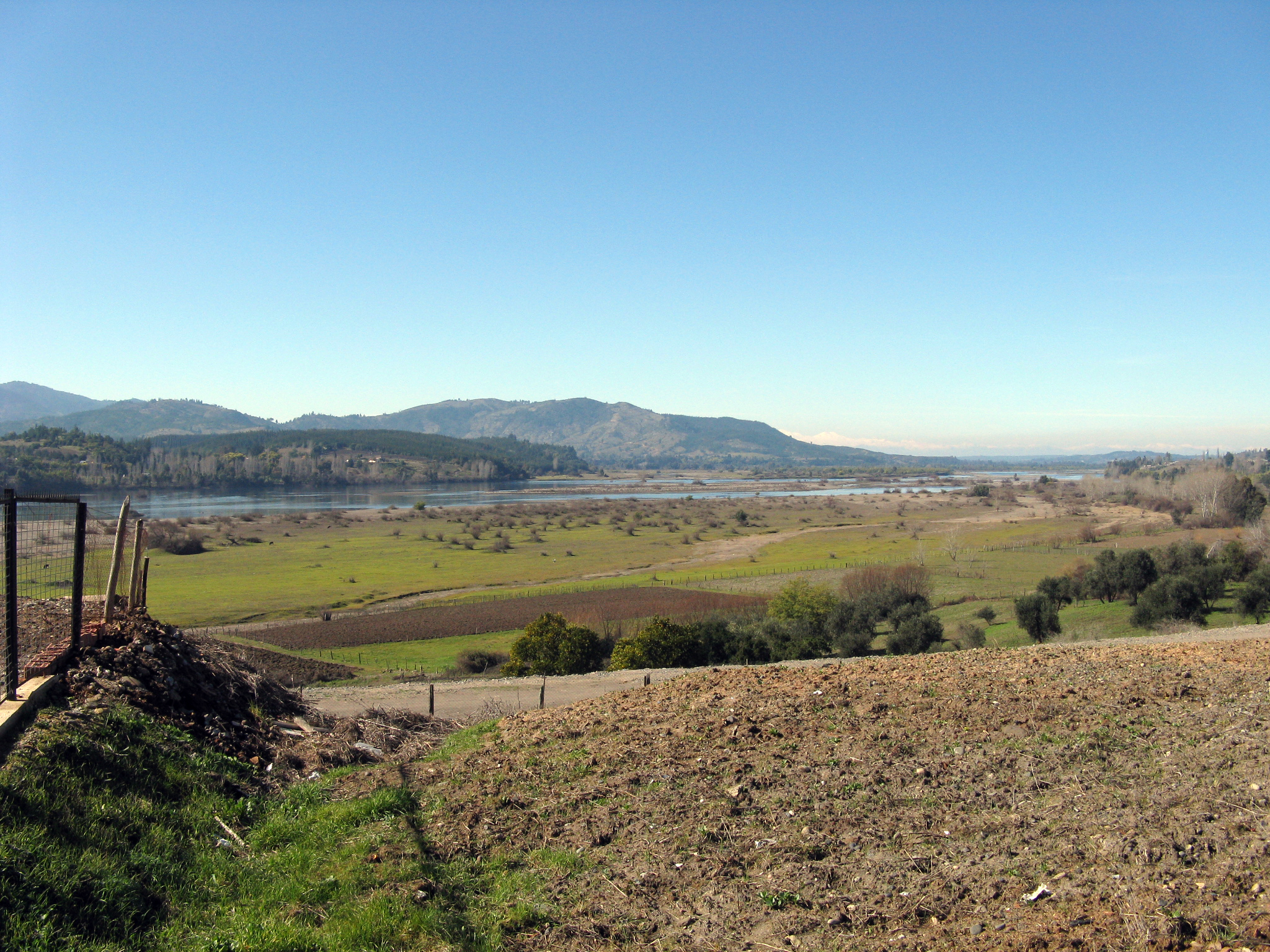
伊塔塔河

伊塔塔河（西班牙語：Río Itata）是智利的河流，位於該國南部，由比奧比奧大區負責管轄，河道全長140公里，流域面積11,294平方公里，最終注入太平洋，平均流量每秒186立方米。

## 外部連結
- (December 2004). Cuenca de rio Itata 
- Google Map of Itata River